# Pio Muarua
Pas d'image ? Cliquez ici

a Compétitions nationales et continentales officielles uniquement.

Dernière mise à jour le 1 juillet 2025.
Pio Muarua, né le 28 juin 1996 à Lautoka (Fidji), est un joueur fidjien de rugby à XV évoluant aux postes de troisième ligne centre ou de deuxième ligne.

## Biographie
Pio Muarua international universitaire fidjien, polyvalent centre et troisième ligne arrive au centre de formation du SU Agen en 2015,.
Après des débuts en Top 14 avec le SU Agen au poste de troisième ligne, il prêté au Soyaux Angoulême XV en Pro D2 pour la saison 2018-2019, avant d'être de nouveau prêté au RC Vannes pour la saison 2019-2020.
Il signe alors au RC Vannes pour la saison 2020-2021, qui le prête à son tour en janvier 2021 au Stade montois.
Il s'engage au FC Grenoble pour deux saisons à partir de juillet 2021.
Durant la saison 2022-2023 de Pro D2, son club termine à la deuxième place de la phase régulière du championnat et se qualifie jusqu'en finale où il affronte Oyonnax Rugby,. Pour ce match, Pio Muarua est titulaire mais le FC Grenoble s'incline sur le score de 14 à 3,.
La saison suivante, il est de nouveau finaliste de Pro D2 et affronte cette fois le RC Vannes. Pour cette finale, il titulaire. Comme l'année précédente, les Grenoblois sont battus aux portes du Top 14, sur le score de 16 à 9. En barrage pour la montée en première division, le FCG fait face au Montpellier HR. Muarua débute la rencontre. Cependant, pour la deuxième année consécutive, son club rate la montée lors du barrage défait à trois minutes de la fin 18 à 20.
Fin décembre 2024, il est annoncé que l'ASM Clermont s'intéresse à Pio Muarua pour pallier le départ de Peceli Yato la saison prochaine. Finalement, en mars, il annonce officiellement sa signature.
En 2024-2025, leader de la saison régulière, son club du FCG s'impose en demi-finale à domicile contre Provence Rugby (38-17), puis s'incline en finale face à l'US Montauban (19-24). Pio Muarua et le FCG s'inclinent ensuite encore une fois de justesse (11-13) à trois minutes de la fin, dans le barrage d'accession le 14 juin 2025 contre Perpignan.

## Palmarès
- Finaliste du championnat de France de Pro D2 en 2023, 2024 et 2025 avec le FC Grenoble.